# Guerres polono-turques

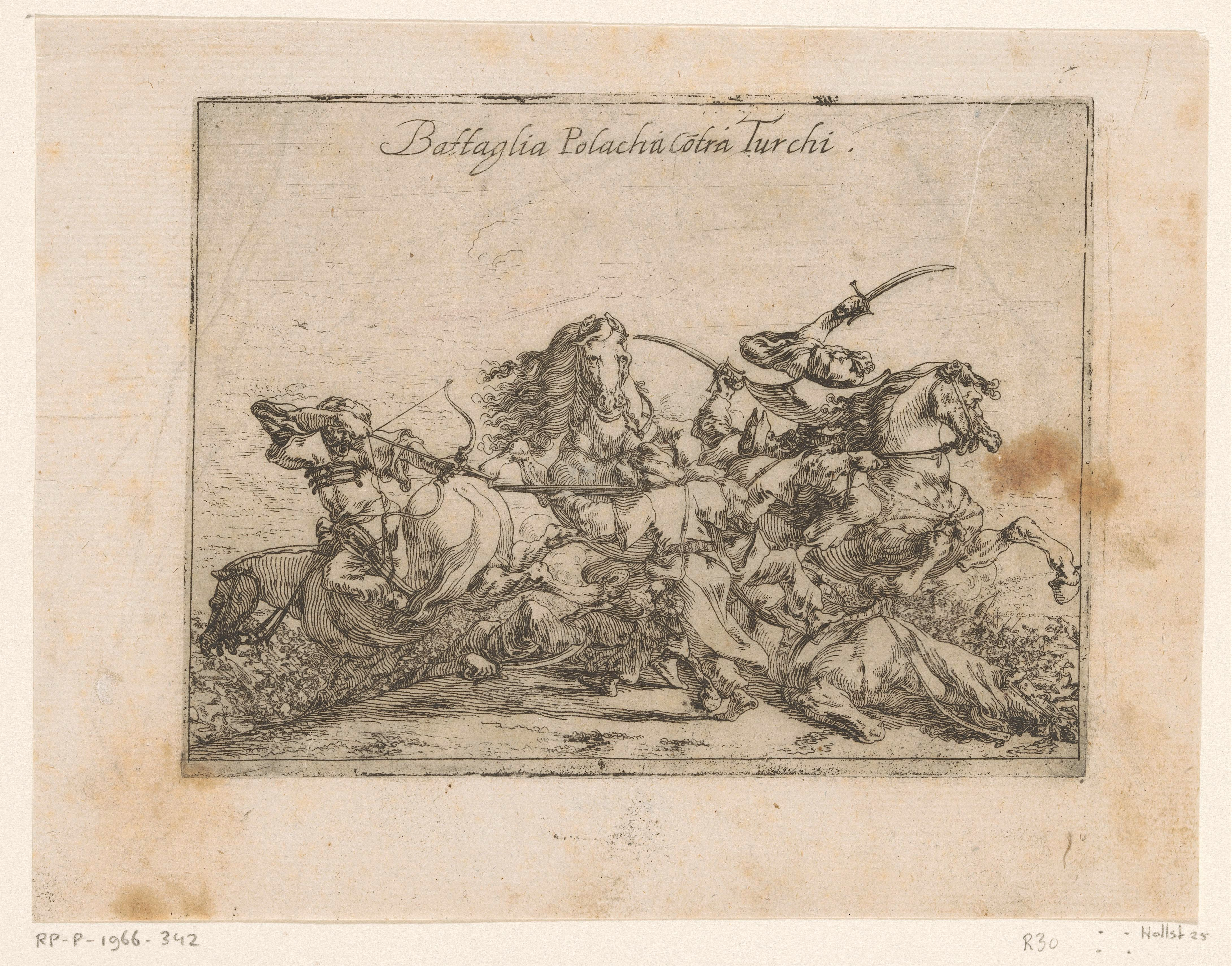
Représentation de la guerre polono-turque datant de 1633.

Les guerres polono-turques font référence à l'ensemble des conflits militaires qui ont opposé l'Empire ottoman à la république des Deux Nations, notamment au XVIIe siècle :
- la Croisade de Varna (1443-1444)
- la première Guerre polono-ottomane (1485-1503) ;
- la guerre des magnats moldaves avec participation polonaise (1593-1617) ;
- la guerre polono-turque (1620-1621) ;
- la guerre polono-turque (1633-1634) ;
- la guerre polono-cosaque-tatare (1666-1671) ;
- la guerre polono-turque (1672-1676) ;
- la grande guerre turque (1683-1699) ;
  - et plus précisément la Guerre polono-turque (1683-1699).